# Bara (gênero)
Bara (薔薇, "Rosa"), é um termo coloquial usado para um gênero de arte e mídia de ficção japonesa conhecido como mangá gay (ゲイ漫画) ou gei komi (ゲイコミ, "quadrinhos gays") com foco em relações homoeroticas normalmente criado por homens gays para o público gay. O gênero Bara começou na década de 1960 com revistas de fetiche com conteúdo artístico homossexual, como por exemplo, a revista Barazoku. Além de mangás do gênero Bara, existem jogos eróticos do mesmo gênero.
O estilo e enredo dos mangás podem variar mas normalmente apresentam homens com diferentes graus de músculo, gordura corporal e pelos corporais, semelhantes à subcultura gay urso ou musculação. Apesar de as publicações serem focadas em conteúdos pornográficos, o gênero também retratou enredos românticos e autobiográficos.

## Conceito e tema
O mangá bara é tipicamente retratado com personagens masculinos com um corpo musculoso ou com gordura corporal aparente. As designações mais comuns são gacchiri (ガッチリ, "musculo"), gachimuchi (ガチムチ, "músculo-gordinho"), gachidebu (ガチデブ, "musculatura") e debu (デブ, "gordura"). A maioria das histórias são no formato one-shots e abordam temas como BDSM, sexo não consensual e relacionamentos estruturados em torno da idade, status ou dinâmica de poder. Muitas vezes, o personagem mais velho do enredo pratica atos sexuais com um personagem mas jovem, embora essa dinâmica seja invertida em certas histórias. O personagem mais velho e dominante é retratado como um homem alto e volumoso e o parceiro sexual submisso, normalmente o passivo, é retratado como tímido, relutante ou inseguro de sua sexualidade. Diversos temas como misoginia, estupro e ausência de uma identidade gay ocidental são fortemente criticados pelos leitores ocidentais dessas obras.
A maioria das histórias são pornográficas, focando apenas no ato sexual com pouco desenvolvimento do enredo e dos personagens. Algumas abordam situações realísticas da comunidade LGBT, como "saída do armário", orgulho gay e casamento entre pessoas do mesmo sexo. Outras exploram material romântico, autobiográfico e dramático evitam representações de sexo inteiramente. Um exemplo notável de mangá gay não erótico é Otōto no Otto, o primeiro mangá para todas as idades do autor Gengoroh Tagame, que se concentra em temas de homofobia, diferença cultural e família.